# I-19
I-19 – japoński okręt podwodny cesarskiej marynarki wojennej typu B1, sprawca „najbardziej dewastującej salwy torpedowej II wojny światowej”, którą zatopił amerykański lotniskowiec USS „Wasp” (CV-7), oraz poważnie uszkodził pancernik USS „North Carolina” (BB-55) i niszczyciel USS „O’Brien” (DD-415). Zatopiony bombami głębinowymi 25 listopada 1943 roku przez niszczyciel USS „Radford” (DD-446).

## Operacje bojowe

### Drugi atak na Pearl Harbor
W lutym 1942 roku, I-19 przeznaczony był do wzięcia udziału w drugim ataku na Pearl Harbor. W ramach realizacji swojego zadania w tej operacji, I-19 przeprowadził rekonesans w pobliżu amerykańskiej bazy morskiej, ostatecznie jednak operacja z wykorzystaniem do ataku japońskich łodzi latających Kawanishi H8K (Emily) została odwołana.

### Zatopienie USS „Wasp”

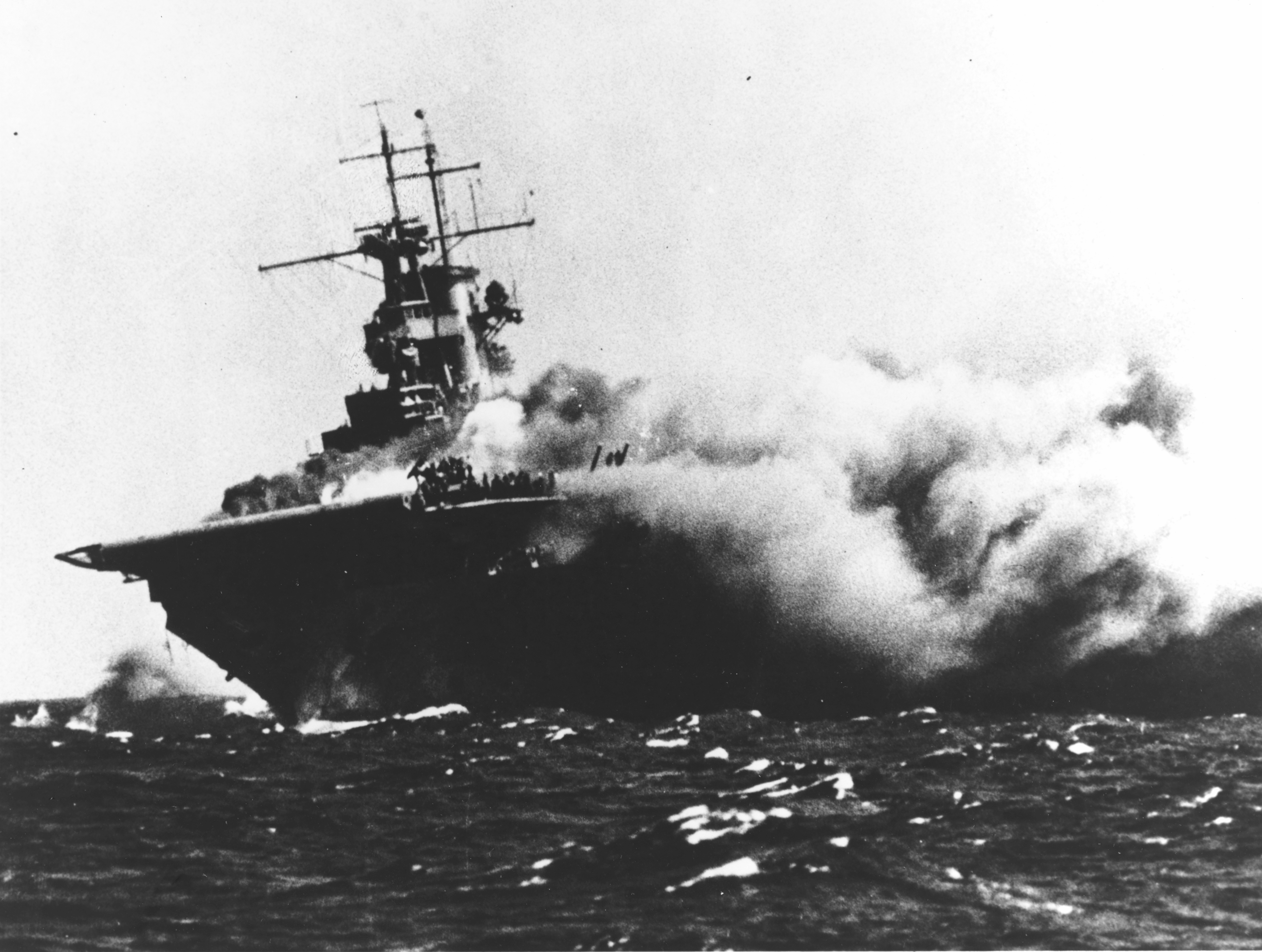
USS „Wasp” (CV-7) płonący po ataku I-19

15 września 1942 roku, podczas patrolu na południe od Wysp Salomona w trakcie walk o Guadalcanal, I-19 zaatakował sześcioma torpedami amerykański lotniskowiec USS „Wasp” (CV-7). Trzy z tych torped trafiły lotniskowiec powodując pożar i jego ciężkie uszkodzenie, trzy pozostałe torpedy natomiast, trafiły w pancernik USS „North Carolina” (BB-55) i niszczyciel USS „O’Brien” (DD-415). W wyniku odniesionych uszkodzeń amerykański niszczyciel zatonął po 32 dniach od storpedowania, w drodze do Pearl Harbor, pancernik natomiast do listopada 1942 roku naprawiany był w Pearl Harbor.
Wywołanego eksplozjami trzech torped Typ 95 pożaru – targanego eksplozjami wtórnymi – lotniskowca „Wasp” nie udało się opanować i ugasić, toteż okręt został opuszczony i zatopiony amerykańskimi torpedami Mk. 14
Zdaniem będącego świadkiem ataku, obecnego na pokładzie amerykańskiego krążownika USS „Pensacola” (CA-24) komandora Bena Blee:

Szczęśliwie lub nie, to niesamowite osiągnięcie I-19 jest między największymi sukcesami wszech czasów, spośród okrętów podwodnych wszystkich marynarek wojennych. Komandorze Kinashi, składam Ci hołd.

### „Tokyo Express”
Od listopada 1942 roku do lutego 1943, I-19 wziął udział w operacji dostaw zaopatrzenia dla japońskich jednostek na Guadalcanal, a następnie ich ewakuacji, nazwanej przez aliantów „Tokyo Express”..

### Zatopienie
I-19 od kwietnia do września 1943 roku stacjonował w pobliżu Fidżi, zatapiając w tym czasie dwa oraz ciężko uszkadzając jeden statek transportowy sił alianckich. 25 listopada 1943 roku o godzinie 20:49 I-19 został wykryty na powierzchni, na zachód od Wysp Makin, przez radar amerykańskiego niszczyciela USS „Radford”. Atakowany japoński okręt zdołał się zanurzyć, jednakże został zniszczony za pomocą bomb głębinowych.